# Olympische Sommerspiele 2000/Teilnehmer (St. Vincent und die Grenadinen)
| Gelbes Symbol für Goldmedaillen mit stilisierten Olympischen Ringen | Graues Symbol für Silbermedaillen mit stilisierten Olympischen Ringen | Braundes Symbol für Bronzemedaillen mit stilisierten Olympischen Ringen |
| ------------------------------------------------------------------- | --------------------------------------------------------------------- | ----------------------------------------------------------------------- |
| —                                                                   | —                                                                     | —                                                                       |

Der Inselstaat St. Vincent und die Grenadinen nahm an den Olympischen Sommerspielen 2000 in Sydney, Australien, mit einer Delegation von vier Sportlern (zwei Männer und zwei Frauen) teil.

## Teilnehmer nach Sportarten

### Leichtathletik
- Pamenos Ballantyne
Marathon: 31. Platz

- Natasha Mayers
Frauen, 100 Meter: Vorläufe

### Schwimmen
- Stephenson Wallace
50 Meter Freistil: 72. Platz

- Teran Matthews
Frauen, 50 Meter Freistil: 67. Platz